# Desmodus draculae
El murciélago vampiro gigante (Desmodus draculae) es una especie de quiróptero extinta del género Desmodus. Vivió durante el Pleistoceno y el Holoceno en zonas cálidas de Centro y Sudamérica. No se conocen las causas de su desaparición.

## Ecología
Se especula que sus características y hábitos habrían sido similares a los de la única especie viviente del género, el vampiro común (Desmodus rotundus), un animal de dieta sumamente especializada, ya que es hematófago, se alimenta de sangre de ejemplares vivos de mamíferos, a los que muerde por las noches, mientras duermen. Una importante diferencia entre ambos es que el tamaño de Desmodus draculae era un 30 % mayor que D. rotundus.

## Distribución
Conocido solamente de restos fósiles y subfósiles, los que fueron exhumados en diversos lugares de América Central y del Sur, desde Belice y el sudeste de México; en Venezuela y Ecuador, hasta el sudeste del Brasil y el centro-este de la Argentina.

## Taxonomía
Esta especie fue descrita originalmente en el año 1988 por los zoólogos Gary S. Morgan, Omar J. Linares y Clayton E. Ray.
Estos autores se basaron en huesos descubiertos en una cueva del norte de Venezuela (Municipio Caripe, Estado de Monagas), la llamada: “Cueva del Guácharo” (localidad tipo), en las coordenadas: 10°10’27’’N 62°33’07’’W. 
Holotipo
El ejemplar holotipo es el catalogado como: MUSB 152-85 PB, representado por un cráneo, una mandíbula y parte del esqueleto.

## Historia y conservación
La fecha y el motivo de su extinción son desconocidos. 
El registro argentino (un canino superior izquierdo completo) fue referido como Desmodus cf. draculae al ser 25 % mayor que D. rotundus (y no 30 %), especie que no vive en la zona (los más próximos están 600 km más al norte). Se lo recogió de los acantilados marinos de la localidad fosilífera de Centinela del Mar (38°21'S 58°W) en el partido de General Alvarado, al sudeste de la provincia de Buenos Aires, en asociación con roedores sigmodontinos característicos de las zonas subtropicales en sedimentos de solo 300 años atrás. Se calculó que la fecha de los últimos ejemplares sería antes del año 1820.
Como parte del material no llegó a fosilizarse, y se encontró en asociación con especies vivientes, se postuló que esta especie mantuvo poblaciones hasta tiempos modernos, de allí que la organización internacional dedicada a la conservación de los recursos naturales Unión Internacional para la Conservación de la Naturaleza (IUCN), la haya incluido como una especie: “Extinta” en su obra: Lista Roja de Especies Amenazadas.
Sufrió el mismo destino que otras especies de su género, como el vampiro mexicano (Desmodus stocki) y el vampiro cubano (Desmodus puntajudensis).
El registro fósil más reciente fue realizado en el año 2021 por Santiago Brizuela y Daniel Tassara en las cercanías de Mar del Sur (ciudad lindera a Miramar). Se halló una rama mandibular en el interior de una cueva perteneciente a un Scelidotherium que fue datada por su sedimento al Pleistoceno cercana a los 100 mil años.